# Walden Bello
Walden Bello (Manilla, 11 november 1945) is een Filipijns hoogleraar en politiek analist en activist. Bello was van 2007 tot 2015 lid van het Filipijns Huis van Afgevaardigden namens de linksgeoriënteerde Akbayan Citizens' Action Party. Bij de verkiezingen van 2022 deed hij mee aan de verkiezing van vicepresident van de Filipijnen.

## Biografie
Walden Bello werd geboren op 11 november 1945 in de Filipijnse hoofdstad Manilla. Na het behalen van zijn Bachelor-diploma geesteswetenschappen aan het Ateneo de Manila University in 1966 gaf Bello een jaar lang les op een College op Jolo in de Filipijnse provincie Sulu en werkte hij enkele jaren als directeur publicaties van het Institute of Philippine Culture. In 1969 vertrok hij naar de Verenigde Staten voor een vervolgopleiding aan Princeton. Daar behaalde hij in 1975 een Ph.D. sociologie.
Tijdens zijn studie in de Verenigde Staten greep president Ferdinand Marcos de macht in de Filipijnen door in 1972 de staat van beleg uit te roepen. Dit was voor Bello aanleiding om aandacht te gaan vragen voor de situatie in zijn thuisland. Als politiek activist groeide in jaren daarna uit tot een van de leidende figuren in internationale beweging die de democratie in de Filipijnen wilde herstellen. Hij coördineerde de Anti-Martial Law Coalition en richtte de Philippines Human Rights Lobby op in Washington DC. Gedurende deze periode werkte hij in de Verenigde Staten als docent aan diverse onderwijsinstellingen en was hij van 1978 tot 1982 docent aan de Universiteit van Californië - Berkeley.
In 1995 was hij een van de oprichters van Focus on the Global South, een international, non-gouvernementele organisatie die zich inzet tegen globalisatie, neo-liberalisme militarisatie. Sinds 1999 is hij tevens directeur van deze organisatie. Sinds 1997 is Bello hoogleraar sociologie en bestuurskunde aan de University of the Philippines. Tevens was hij gasthoogleraar aan de Universiteit van Californië - Los Angeles in 2002 en de Universiteit van Californië - Irvine en Universiteit van Californië - Santa Barbara in 2006. Bello is bovendien sinds 1992 verbonden aan het Transnational Institute in Amsterdam. Daarnaast is Bello lid van de raad van bestuur van het International Forum on Globalization.
Bij de verkiezingen van 2007 werd Bello ook politiek actief. Hij deed namens de linksgeoriënteerde partij Akbayan Citizens' Action Party mee aan de verkiezingen voor een van de sectorale zetels in het Filipijns Huis van Afgevaardigden. Akbayan won twee zetels en werd hierdoor samen met lijsttrekker Risa Hontiveros gekozen in het Huis. Bij de verkiezingen in 2010 en 2013 werd Bello als lijsttrekker herkozen. Bij de verkiezingen van 2022 deed Bello mee aan de vicepresidentsverkiezingen als running mate van presidentskandidaat Leody de Guzman.
Bello werd diverse malen onderscheiden voor zijn werk. In 1998 ontving hij de New California Media Award voor internationale verslaggeving. In 2003 werd Bello samen met zijn landgenoot Nicanor Perlas onderscheiden met de Right Livelihood Award en in 2005 ontving hij een eredoctoraat van de Panteion-universiteit uit Athene.

## Boeken
- American Lake: The nuclear peril in the Pacific (1986) (samen met Peter Hayes en Lyuba Zarsky)
- People and Power in the Pacific (1992)
- Dark Victory: The United States and Global Poverty (1999)
- Global Finance: Thinking on regulating speculative capital markets (2000)
- The Future in the Balance: Essays on Globalisation and Resistance (2001)
- The Anti-Development State: the Political Econmy of Permanent Crisis in the Philippines (2004)
- Dilemmas of Domination: the Unmaking of the American Empire (2005)
- The Food Wars (2009)